# Julien Wartelle
Pour les articles homonymes, voir Wartelle.
Julien Wartelle est un gymnaste artistique français né le 26 février 1889 à Lille et mort dans la même ville le 12 août 1953. Il est le frère du gymnaste Paul Wartelle.

## Biographie
Julien Wartelle remporte la médaille de bronze au concours général par équipes aux Jeux olympiques d'été de 1920 à Anvers. 